# Rodriguezus
Rodriguezus is een geslacht van kreeftachtigen uit de klasse van de Malacostraca (hogere kreeftachtigen).

## Soorten
- Rodriguezus garmani (Rathbun, 1898)
- Rodriguezus iturbei (Rathbun, 1919)
- Rodriguezus ranchograndensis (Rodríguez, 1966)
- Rodriguezus trujillensis (Rodríguez, 1967)